# Spirostomum
Spirostomum — рід різновійчастих інфузорій родини Spirostomidae.

## Опис
Тіло одноклітинне, червоподібної, циліндричної форми. Деякі види можуть сягати до 4 мм завдовжки. Потривоженими інфузорії можуть скорочувати довжину тіла на 60% за 6-8 мс (швидкість скорочення 724 км/год). Це найшвидше відоме скорочення для будь-якої клітини.
Війки короткі і розташовуються поздовжніми рядами. У задній частині знаходиться велика видільна вакуоля. Довжина перистоми залежить від виду, від приблизно 1/4 до 2/3 довжини клітини. Перистома вкрита бахромою з мембранелами, що призначені для спрямування органічних решток до ротового отвору. Макронуклеус овальної або вервицеподібної форми.

## Спосіб життя
Різні види Spirostomum живуть у прісній або солоній воді. Деякі види є чутливими до присутності важких металів у воді і використовуються екологами як показники чистоти води. Вид Spirostomum semivirescens живе у симбіозі з водоростями Zoochlorella. Найпоширенішим космополітичним видом є Spirostomum ambiguum.

## Види
- Spirostomum ambiguum
- Spirostomum bifidum
- Spirostomum caudatum
- Spirostomum chlorelligera
- Spirostomum crassum
- Spirostomum cylindricum
- Spirostomum ephrussii
- Spirostomum inflatum
- Spirostomum loxodes
- Spirostomum minor
- Spirostomum minus
- Spirostomum salinarum
- Spirostomum semivirescens
- Spirostomum sempervirescens
- Spirostomum teres
- Spirostomum virescens
- Spirostomum yagiui

## Галерея відео
- Spirostomum minus
- Spirostomum cell division
- Spirostomum caudatum
- Spirostomum teres